# Кирилло-Мефодиевская энциклопедия
Энциклопедия Кирилла и Мефодия (болг.: Кирило-Методиевска енциклопедия) — представляет собой четырёхтомное специализированное издание Института литературы Болгарской академии наук, изданное коллективом авторов — болгарских специалистов.
Энциклопедия вышла в 1985—2003 гг. и содержит информацию о развитии старославянского болгарского языка и литературы, а также славянских языков, пользующихся кириллицей. Он также содержит информацию о ряде областей социальной и культурной жизни в средневековых болгарских землях, а также в сербских, валахо-молдавских и великорусских. Рассматриваются смежные вопросы в областях истории и археологии, архитектуры и изобразительного искусства, прикладного искусства и музыки. Информация передаётся в контексте христианизации Болгарии и славянского мира в Юго-Восточной и Восточной Европе и болгаро-византийских отношений. 
Темы представлены в европейском культурном измерении, как футуристические явления. Акцент делается на староболгарскую литературу.
Энциклопедия предназначена для учёных медиевистов, преподавателей и студентов и широкой общественности, которые заинтересованы в этой отрасли специализированных тем. До сих пор, энциклопедия является единственной по тематике.